# Бормла
Бормла (мальт. Bormla, или Коспикуа, итал. Cospicua) — прибрежный город на Мальте, укреплённый двойным фортом. Бормла и прилегающие к нему города Биргу и Сенглеа, образуют регион Коттонера (итал. Cottonera), с юга окруженный Великой гаванью, общее население которого составляет 5642 человека. Бормла при этом является крупнейшим из этих трёх городов.

## История
Бормла был населён ещё со времён неолита и в последующие годы всё более развивался и укреплялся. Во время владычества на острове госпитальеров в городе были сооружены несколько крепких бастионов.
В 1776 году в городе началось строительство верфи, которая позже сыграла большую стратегическую роль в развитии Бормлы. Верфь сильно расширилась во время пребывания на острове британцев, а после этого также совершенствовалась и активно использовалась в годы Первой и Второй мировых войн.